# Казымбет
Казымбет (каз. Қазымбет, до 1998 г. — Алексеевка) — аул в Урджарском районе Абайской области Казахстана. Входит в состав Бестерекского сельского округа. Код КАТО — 636443200.

## Население
В 1999 году население аула составляло 775 человек (397 мужчин и 378 женщин). По данным переписи 2009 года, в ауле проживало 636 человек (339 мужчин и 297 женщин).